# ColorSync
ColorSync — программа (технология) для согласования цветопередачи, разработанная компанией Apple Inc.

## О программе
Программа настраивает все устройства, участвующие в обработке изображений (мониторы, принтеры, сканеры, цифровые камеры) таким образом, чтобы цвета на экране не отличались от цветов, получаемых при печати.
Программа ColorSync является частью системы Mac OS X.

## Утилита ColorSync
ColorSync Utility — утилита для управления профилями ColorSync и Quartz-фильтрами.

### Возможности утилиты
Утилита обеспечивает простой способ передачи точности цветов изображений от начала съёмки до печати или отображения на экране монитора. Такие устройства как сканеры, мониторы, цифровые камеры и принтеры по-разному обрабатывают цвета. Согласование цвета одного устройства с другим может быть очень сложным и длительным процессом. ColorSync выполняет согласование цветов автоматически.
Можно также использовать Quartz-фильтры, чтобы изменить цвета и добавить эффекты в PDF-файлы и другие документы. Каждое устройство, которое вы используете с компьютером, имеет различный цветовой диапазон, называемый спектром. Цветовая разница может быть представлена графически с помощью модели «цветового пространства». ColorSync переносит данные о цвете одного изображения между цветовыми пространствами всех устройств таким образом, чтобы каждое устройство точно воспроизводило цвета изображения. Информация о цвете для каждого устройства сохраняется как «Профиль ColorSync» или «ICC-профиль».
Большая часть графических программ Mac OS X сохраняет профили ColorSync прямо в документе. Утилита ColorSync сравнивает эти профили с профилем монитора при просмотре документа и с профилем принтера при печати. Самый простой способ гарантировать точное совпадение цветов — убедиться, что все используемые графические устройства и программы настроены на использование ColorSync.